# جوناثان نونيز (لاعب كرة قدم)
جوناثان نونيز (بالإسبانية: Jonathan Núñez)‏ هو لاعب كرة قدم هندوراسي، ولد في 26 نوفمبر 2001 في لا سيبا في هندوراس.

## وصلات خارجية
- جوناثان نونيز على موقع إي إس بي إن إف سي (الإنجليزية)
- جوناثان نونيز على موقع قاعدة بيانات كرة القدم.إي يو (الإنجليزية)
- جوناثان نونيز على موقع Soccerway.com (الإنجليزية)
- جوناثان نونيز على موقع عالم كرة القدم.نت (الإنجليزية)
- جوناثان نونيز على موقع أوليمبيديا (الإنجليزية)